# Bernard Fleetwood-Walker
Bernard Fleetwood-Walker (Birmingham, 22 mars 1893 - 30 janvier 1965) est un peintre britannique et professeur de peinture.

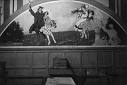
Photo de la fresque murale peinte par Bernard Fleetwood-Walker à Noël 1918 à Auberchicourt

## Biographie
Au cours de la Première Guerre mondiale, il sert en France comme tireur d’élite dans le régiment d’Artists’ Rifles. Il est blessé et gazé.
Il continue malgré tout à servir et un autre soldat, des années plus tard, dans une lettre à la veuve de l’artiste, décrit les décorations murales qu’il a peint à Noël 1918 sur le mur d’un entrepôt utilisé comme cœur d’église dans le village déserté d’Auberchicourt. Il avait utilisé des teintes en poudre (à sec) trouvées dans un chantier de construction et les avaient mélangées avec une substance gluante à base d’avoine.
Après la guerre, il enseigne au King Edward’s Grammar School d’Aston. Puis, à partir de 1929, il devient un influent professeur au Birmingham College of Art.
Il est élu membre associé de la Royal Academy en 1946, puis académicien royal en 1956.
Il devient aussi membre de la Royal Society of Portrait Painters, du Royal Institute of Oil Painters et du New English Art Club.
Toujours très fidèle à sa ville natale, il a déclaré qu’il était fier d’être le seul académicien royal qui ait toujours vécu et travaillé à Birmingham. Il était particulièrement heureux d’avoir été élu président de la Royal Society of Artists Birmingham (RBSA) en 1950.
En 1946, Fleetwood-Walker fut élu à la Royal Watercolour Society.

## Œuvres
Il a réalisé plus de 900 œuvres au fil des ans.